# Макаров, Александр Семёнович
Александр Семёнович Макаров (около 1750 года — 26 января 1810 года, Санкт-Петербург) — российский государственный деятель, тайный советник, сенатор, последний руководитель Тайной экспедиции при Правительствующем Сенате с 1794 по 1801 гг.

## Биография
Родился примерно в 1750 году, происходит из рода Макаровых. В 1786 году производится в надворные советники и становится секретарём при генерал-губернаторе Риги Броуне Юрие. Через некоторое время переводится в Санкт-Петербург и работает при Шешковском, которому Макаров сразу понравился. В 1791 году — коллежский советник. В мае Степан Иванович умирает и Тайная экспедиция переходит в руки Макарова, который сразу начинает разбираться с документацией. Вскоре по инициативе Александр Семёновича производится ремонт мест заключения.
В 1796 году умирает Екатерина Вторая и на престол вступает Павел Петрович. 8 ноября от нового императора поступает приказ: «для содержания под стражею по делам, до тайной экспедиции относящимся, изготовить дом с удобностью для содержания в крепости», и Тайная экспедиция переносится в Алексеевский равелин Петропавловской крепости. В это же время начинает строиться Секретный дом — каменная одноэтажная тюрьма с двадцатью камерами. В декабре 1796 года, Макаров посещает Кексгольмскую крепость, где содержится семья Емельяна Пугачёва. Генерал А.П Ермолов называет Макарова «честнейшим и порядочным», т.к последний в отличие от своего предшественника обладал способностью располагать к себе начальство и государственных преступников. Александр Семёнович нравился и начальству, поэтому в 1798 году становится действительным статским советником, а в 1800 году назначается сенатором с повышение в чине до тайного советника и совместно с другими сенаторами (Захаров И.С, Пущиным П.И, Салаговым С.И) выступает против преобразования сената. 25 января 1801, незадолго до смерти, Павел Первый производит Макарова в дворяне.
В марте того же года убивают Павла Первого, в отличие от непосредственного начальника Обольянинова, Макаров продолжает работать до 14 апреля 1801 года, после чего Тайная экспедиция упразднена новым императором Александром Первым. Александр Семёнович входит в состав Комиссии по пересмотру прежних уголовных дел. Из 700 человек, проходивших по делам от старого правителя, было освобождено 400. В 1807 году Макаров становится членом Комитета общей безопасности, противодействующей деятельности масонов и французских шпионов. Макаров приступает в новой работе, как к старой и не пропускает не одного заседания до февраля 1809 года, когда его здоровье крайне ухудшилось. 26 января 1810 года Макаров умер в Петербурге.

## Награды
- Орден Святого Владимира 4-й степени (21 апреля 1790)[4].
- Орден Святой Анны 1-й степени (29 мая 1799)[4].
- Орден Святого Иоанна Иерусалимского почётный командор (1 января 1801)[4].